# غربال اراتوستن

نمایش متحرک غربال اراتستن. اعدادی که در پایان در سمت راست جدول نوشته می‌شوند اول هستند.

غربال اراتوستن، در ریاضیات، الگوریتم ساده‌ای است که با کمک آن می‌توان اعداد اول موجود در یک مجموعه متوالی و متناهی از اعداد طبیعی را مشخص کرد. کشف این روش را به  اراتوستن دانشمند یونان باستان نسبت می‌دهند.
برای استفاده از این غربال باید از هفت قانون زیر پیروی کرد. (فرض کنید می‌خواهیم اعداد اول بین 1 تا 120 را بیابیم):
1. عددهای 1 تا 120 را می‌نویسیم.
2. عدد 1 را خط می‌زنیم.
3. دور عدد 2 خط می‌کشیم و مضرب‌هایش را خط می‌زنیم.
4. دور عدد اول بعدی خط می‌کشیم و مضرب‌هایش را خط می‌زنیم.
5. بازگشت به مرحله چهارم.
6. این کار را تا جایی که به عدد اولی برسیم که توان دوم آن عدد در میان اعداد وجود نداشته باشد ادامه می‌دهیم.
7. دور تمام اعداد باقی مانده خط می‌کشیم و حالا دیگر می‌دانیم که اعداد اول کدام‌ها هستند.